# Adam Bargielski
Beato Adán Bargielski (n. Kalinów, Voivodato de Mazovia, Polonia; 7 de enero de 1903 - Dachau, Baviera; 8 de septiembre de 1942) (Polaco: Adam Bargielski), sacerdote polaco y mártir durante la Segunda Guerra Mundial. Es uno de los ciento ocho mártires de Polonia beatificados por Juan Pablo II el 13 de junio de 1999.

## Vida
Nacido en Kalinów, Voivodato de Mazovia, Polonia el 7 de enero de 1903. Se dio a sí mismo en intercambio por su párroco, para que este no fuera arrestado por los nazis. Fue llevado al campo de concentración de Dachau, dónde murió el 8 de septiembre de 1942.
Fue beatificado como uno de los Ciento ocho mártires de Polonia de la Segunda Guerra Mundial por Juan Pablo II el 13 de junio de 1999 en Varsovia, Polonia. Su fiesta individual se celebra el día de su muerte el 7 de febrero, pero la memoria en conjunto con los restantes mártires es el 12 de junio.